# 세계지질공원 네트워크
세계지질공원 네트워크(世界地質公園, Global Geoparks Network)는 특별한 과학적 중요성, 희귀성 또는 아름다움을 지닌 지질공원으로서 지질학적 중요성뿐만 아니라 생태학적, 고고학적, 역사적, 문화적 가치도 함께 지니고 있는 지역으로서 유네스코가 지정한다.

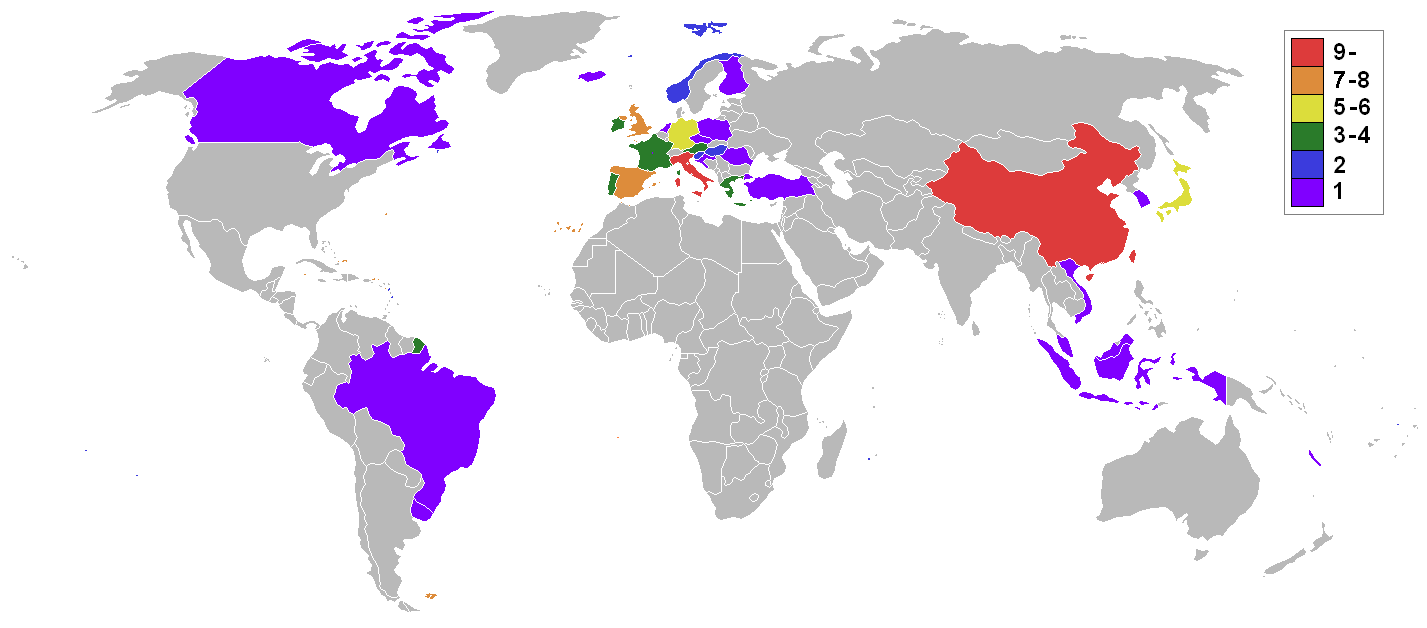
세계지질공원 네트워크

현재 33개 국의 111개 곳이 세계지질공원으로 지정되어 있다.

## 지역별 세계지질공원

### 대한민국
- 제주도 (2010년 지정)
- 청송 유네스코 세계지질공원 (2017년 지정)
- 무등산 (2018년 지정)
- 한탄강 (2020년 지정)
- 전북서해안권 (2023년 지정)

## 인증 절차
세계지질공원으로 인증받기 위해서는 대한민국 국가지질공원으로 먼저 인증되어야 하며, 유네스코 한국위원회를 통해 신청해야 한다.

## 같이 보기
- 유네스코
- 유네스코 한국위원회
- 세계유산
- 세계기록유산
- 인류무형문화유산
- 생물권보전지역
- 세계 책의 수도
- 유네스코 창의도시 네트워크
- 유네스코 글로벌 학습도시 네트워크
- 유네스코 학습도시상
- 유네스코 국제상
  - 유네스코 세종대왕 문해상
  - 유네스코 직지상
- 국제 기념해
- 국제 기념일